# Nkolmessi
Nkolmessi est un village de la région du Centre au Cameroun, localisé dans la commune de Ngoumou et le département de la Méfou-et-Akono.

## Population
En 1965, Nkolmessi comptait 397 habitants, principalement des Ewondo.
Lors du recensement de 2005, ce nombre s'élevait à 414.